# Winterrieden

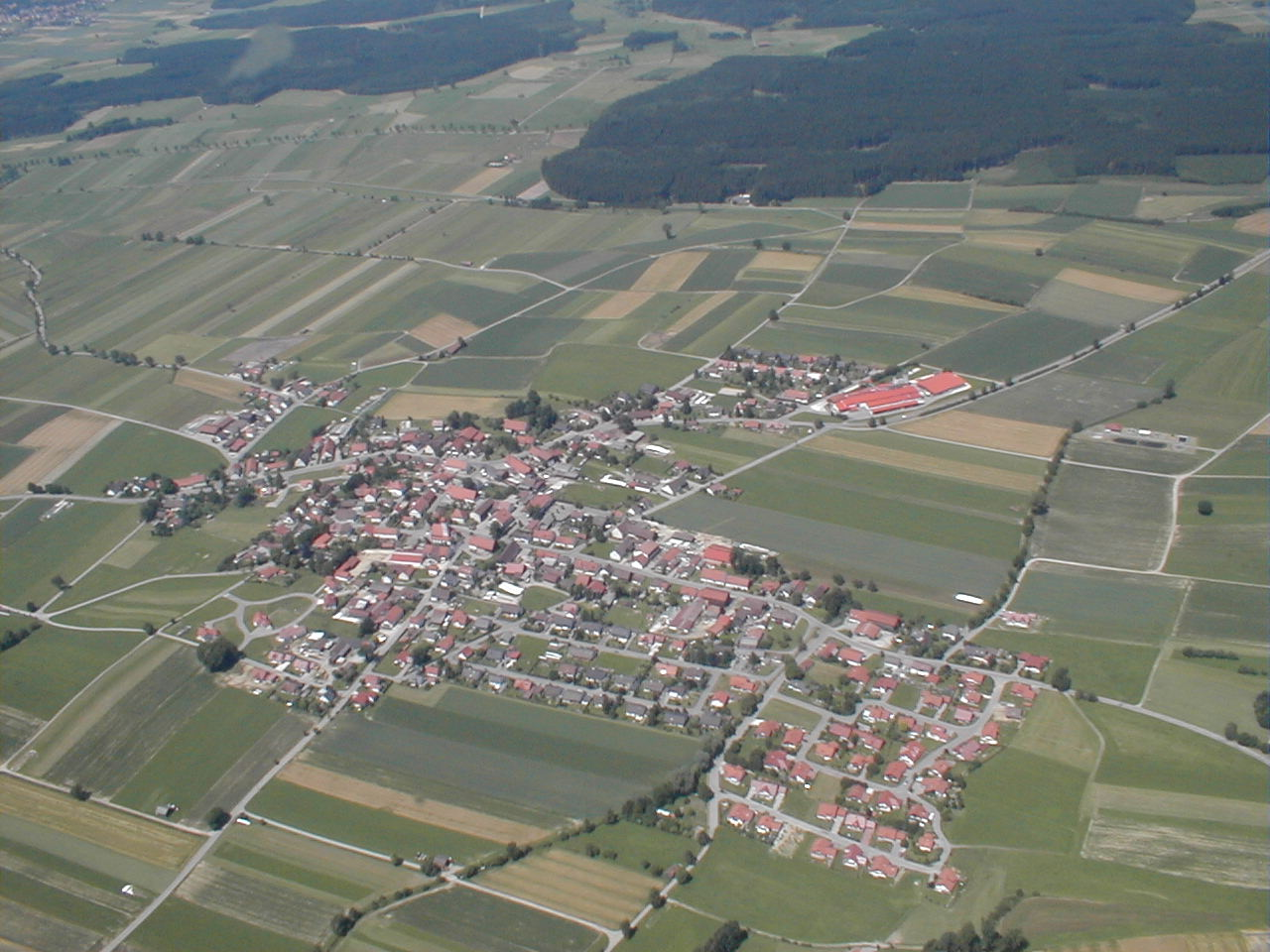
Luftbild von Winterrieden

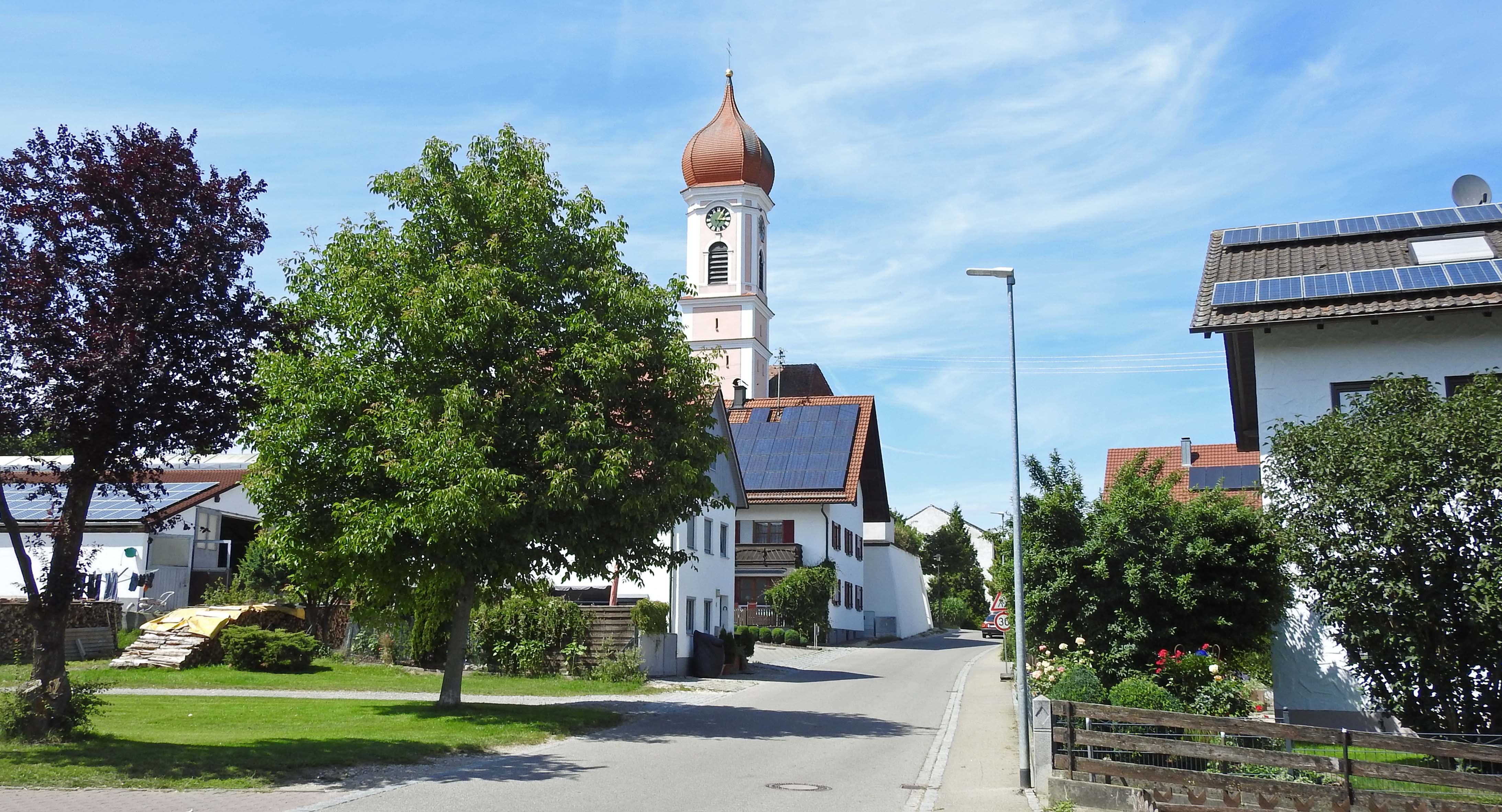
Winterrieden – Ortsmitte

Winterrieden ist eine Gemeinde im schwäbischen Landkreis Unterallgäu und ein Mitglied der Verwaltungsgemeinschaft Babenhausen.

## Geografie
Das Pfarrdorf Winterrieden liegt circa 15 Kilometer nördlich von Memmingen in der Region Donau-Iller in Mittelschwaben. Das Gemeindegebiet besteht nur aus der Gemarkung Winterrieden. Außer Winterrieden gibt es keine weiteren Gemeindeteile.

## Geschichte

### Bis zur Gemeindegründung
Winterrieden gehörte seit dem 12. Jahrhundert bis zum Reichsdeputationshauptschluss zum Reichsstift Ochsenhausen und wurde darin als gefürstetes Burggrafentum an die Grafen von Sinzendorf gegeben. Mit der Rheinbundakte 1806 kam der Ort zu Bayern. Im Zuge der Verwaltungsreformen in Bayern entstand mit dem Gemeindeedikt von 1818 die heutige Gemeinde.

### Verwaltungszugehörigkeit
1972 erfolgte die Eingliederung in den Landkreis Unterallgäu und 1978 die Aufnahme in die Verwaltungsgemeinschaft Babenhausen.

### Einwohnerentwicklung
| Jahr      | 1970 | 1987 | 1991 | 1995 | 2000 | 2005 | 2010 | 2015 | 2020 |
| Einwohner | 668  | 706  | 782  | 847  | 874  | 908  | 891  | 928  | 964  |

Zwischen 1988 und 2018 wuchs die Gemeinde von 715 auf 943 um 228 Einwohner bzw. um 31,9 %.

## Politik

### Bürgermeister
Bürgermeister ist seit 26. November 2012 Hans Peter Mayer (CSU/Unabhängige Wählergruppe); er wurde am 15. März 2020 mit 97,8 % der Stimmen für weitere sechs Jahre im Amt bestätigt. Sein Vorgänger war der am 10. August 2012 verstorbene Gerhard Brosch (Freie Wähler). Dieser wurde im Jahr 2002 Nachfolger von Eugen Nägele (CSU/Unabhängige Wählergruppe).

### Gemeinderat
Sowohl 2014 wie bei der Wahl am 15. März 2020 lag nur der gemeinsame Wahlvorschlag von CSU/Unabhängiger Wählergruppe vor, die jeweils alle acht Sitze erhielten.

### Wappen
| Wappen von Winterrieden | Blasonierung: „Gespalten von Silber und Rot; auf grünem Dreiberg ein in verwechselten Farben gespaltener Rosenstrauch mit drei Blüten mit goldenen Butzen.“ |
| Wappen von Winterrieden | Wappenbegründung: Zu Beginn des 12. Jahrhunderts schenkten die im Illergebiet begüterten welfischen Ministerialen von Wolfertschwenden beträchtlichen Grundbesitz in Winterrieden dem durch Stiftungsurkunde von 1099 errichteten Benediktinerkloster Ochsenhausen. Das Präsentationsrecht über die Pfarrei Winterrieden gelangte ebenfalls an Ochsenhausen. Bis zur Säkularisation des Klosters 1803, in einem Zeitraum von 700 Jahren, bestanden äußerst enge Beziehungen zwischen Winterrieden und dem Kloster Ochsenhausen. Die Fürsorge des Patronatsherrn manifestierte besonders Abt Benedikt Denzel (1737–1769), der 1755 die Pfarrkirche neu erbauen ließ. Sein Wappen – in von Silber und Rot gespaltenem Schild ein Rosenstrauch mit drei Blüten in verwechselten Farben – befindet sich im Chorbogen der Kirche. Der Entwurf und die Gestaltung des Wappens stammt vom Nördlinger Rudolf Mussgnug. Das Wappen wurde am 21. Februar 1963 durch Bescheid des Bayerischen Staatsministeriums des Innern genehmigt. |

### Flagge
Die Flagge ist rot-weiß (1:1) gestreift mit aufgelegtem Gemeindewappen.

## Baudenkmäler
Eine Sehenswürdigkeit ist die zwischen 1752 und 1755 erbaute Pfarrkirche St. Martin.

## Wirtschaft und Infrastruktur

### Wirtschaft einschließlich Land- und Forstwirtschaft
2018 gab es in der Gemeinde 111 sozialversicherungspflichtige Arbeitsplätze; von der Wohnbevölkerung hatten 464 Personen eine versicherungspflichtige Tätigkeit. Damit lag die Zahl der Auspendler um 353 höher. Die 25 landwirtschaftlichen Betriebe bewirtschafteten eine Fläche von 789 Hektar (Stand 2016).

### Verkehr
Winterrieden lag an der Bahnstrecke Kellmünz–Babenhausen. Diese Strecke ist stillgelegt und abgebaut.

### Bildung
Die Kindertagesstätte hat 39 Plätze und war am 1. März 2019 von 40 Kindern belegt.

## Sonstiges
Die Einwohner Winterriedens werden auch gerne scherzhaft „Wasamolle“ genannt. Dieser Spitzname wurde den Einwohnern gegeben, weil im Bereich der unteren Bahnhofstraße eine Fabrik für Torfziegel stand und im Moorgebiet Torf gestochen wurde. Weitere „Wasamolle“ sind die Illerberger und weitere Dörfer, in denen Torf gestochen wurde.